# Немезида (фільм)
«Немезида» (англ. Nemesis) — американсько-данський науково-фантастичний бойовик, режисера Альберта П'юна.

## Сюжет
Кібернетика досягла такої могутності, що будь-яка частина тіла може бути замінена, навіть мозок. Ця надтехнологія породжує істот, які є скоріше кіборгами, ніж людьми. Секретний агент Алекс після багатьох поранень пройшов кібернетичну хірургію. Він спробував відмовитися повернутися на службу, але його обвинуватили в контрабанді та імплантували в серці бомбу, яка може бути підірвана в будь-який момент. Тепер в Алекса немає вибору, він повинен відшукати викрадений комп'ютерний чип, за яким запекло полюють терористи. Цей чип — ключ до плану кіборгів захопити владу на Землі. Основна підозрювана — Джаред, колега і колишня коханка Алекса. Але, опинившись у мети, Алекс виявляє, що його використовують як наживку, на яку можна «виманити» Джаред і терористів.

## У ролях
- Олів'є Грюнер — Алекс
- Тім Томерсон — Фарнсворт
- Кері-Хіроюкі Таґава — Енджі-Лів
- Мерл Кеннеді — Макс Імпакт
- Юдзі Окумото — Йоширо Хан
- Марджорі Монахен — Джаред
- Ніколас Гест — Жермен
- Вінсент Клін — Мішель
- Том Метьюз — Маріон
- Марджін Голден — Пем
- Брайон Джеймс — Меріц
- Дебора Шелтон — Джуліан
- Дженніфер Гатті — Розаріа
- Боровніса Блервек'ю — Моріко
- Томас Джейн — Біллі
- Джекі Ерл Гейлі — Ейнштейн
- Адріанна Майлз — німкеня
- Ріно Майклс — людина в барі
- Роберт Карлтон — офіціант
- Мейбл Фоллс — старуха
- Джек Томерсон — технік
- Сандервульф — колумбієць
- Бренском Річмонд — мексиканець
- Барбара С. Едсайд — виступаючий
- Свен-Оле Торсен — кіборг (в титрах не вказаний)